# Ходос Сергій Вікторович
Сергій Вікторович Ходос (14 липня 1986 , Оскемен ) — казахстанський і російський фехтувальник-шпажіст, срібний призер
Олімпійських ігор 2020, триразовий чемпіон Європи та призер чемпіонатів світу та Європи, Європейських та Азійських ігор.

## Виступи на Олімпіадах
| Олімпіада           | Дисципліна          | Місце |
| ------------------- | ------------------- | ----- |
| Ріо-де-Жанейро 2016 | командна шпага      | 7     |
| Токіо 2020          | індивідуальна шпага | 28    |
| Токіо 2020          | командна шпага      | 2     |

## Життєпис
Народився в 1986 році в Усть-Каменогорську. Після розпаду СРСР став громадянином Казахстану . У 2006 році став бронзовим призером Азійських ігор. У 2007 році завоював срібну медаль чемпіонату Азії.
Згодом переїхав до Росії, в 2010 році увійшов до національної збірної. У 2011 році завоював бронзову медаль чемпіонату Європи. У 2014 році знову став бронзовим призером чемпіонату Європи. У 2015 році завоював дві срібні медалі Європейських ігор.
У 2017 році став чемпіоном Європи на чемпіонаті в Тбілісі в команді і бронзовим призером індивідуальних змагань. В цьому ж році в Лейпцигу завоював свою першу медаль на чемпіонатах світу, ставши бронзовим призером у командних змаганнях. Через рік Сергій став дворазовим чемпіоном континентальної першості в командному турнірі.
30 липня 2021 року став срібним призером Олімпійських ігор 2020 року у Токіо з фехтування (командна шпага).